# L’Art Moderne (журнал)
L’Art Moderne (фр. L'Art Moderne — Современное искусство) — еженедельный альманах искусства и литературы, издававшийся в Брюсселе (Бельгия) с марта 1881 года до начала Первой мировой войны в августе 1914 года. Создателями журнала были меценаты, литераторы и молодые художники из Брюсселя, вдохновляемые двумя учредителями — юристами, писателями и критиками: Октавом Маусом и Эдмоном Пикаром. В создании журнала приняли участие Виктор Арну (1838—1894), Эжен Робер (1839—1911) и Камиль Лемонье. На рубеже XIX—XX веков они остро ощущали необходимость регулярного обзора культурной жизни столицы. Одним из наиболее известных авторов статей журнала был поэт, драматург и художественный критик Эмиль Верхарн.
Каждый выпуск состоял из восьми страниц, рецензии были неподписанными. Вначале редакционная политика была направлена против эстетского движения «Искусствo для искусства» (фр. l'art pour l'art), пропагандируемого журналом «Молодая Бельгия» (La jeune Belgique), объединявшего парнасцев и символистов. Октав Маус противопоставил этой позиции лозунг «за социальное искусство» (l’art social). Авторы «Современного искусства» настаивали на активной социальной и даже политической направленности художественного творчества. Позднее эта позиция была смягчена.
Журнал «L’Art Moderne» принимал активное участие в создании и продвижении двух бельгийских художественных объединений конца века: «Общество XX» (Les XX) и «Свободная эстетика» (La Libre Esthétique; 1894—1914).